# Гуре
Гуре (фр. Gouray) насеље је и општина у северозападној Француској у региону Бретања, у департману Приморје која припада префектури Денан.
По подацима из 2011. године у општини је живело 1234 становника, а густина насељености је износила 40,46 становника/km². Општина се простире на површини од 30,5 km². Налази се на средњој надморској висини од 165 метара (максималној 305 m, а минималној 79 m).

## Демографија
| 1962. | 1968. | 1975. | 1982. | 1990. | 1999. | 2011. |
| ----- | ----- | ----- | ----- | ----- | ----- | ----- |
| 1.028 | 1.068 | 988   | 932   | 944   | 939   | 1.234 |

График промене броја становника у току последњих година